# Меріндад-де-Сотоскуева
Меріндад-де-Сотоскуева (ісп. Merindad de Sotoscueva) — муніципалітет в Іспанії, у складі автономної спільноти Кастилія-і-Леон, у провінції Бургос. Населення — 477 осіб (2010).
Муніципалітет розташований на відстані близько 300 км на північ від Мадрида, 85 км на північ від Бургоса.
На території муніципалітету розташовані такі населені пункти: (дані про населення за 2010 рік)
- Барсенільяс-де-Сересос: 23 особи
- Бедон: 11 осіб
- Бутрера: 13 осіб
- Когульйос: 5 осіб
- Корнехо: 57 осіб
- Куева: 28 осіб
- Ентрамбосріос: 26 осіб
- Аедо-де-Лінарес: 18 осіб
- Орнільяластра: 23 особи
- Орнільялаторре: 6 осіб
- Орнільяюсо: 18 осіб
- Лінарес: 10 осіб
- Нела: 3 особи
- Ла-Парте-де-Сотоскуева: 8 осіб
- Переда: 10 осіб
- Кінтанілья-дель-Ребольяр: 40 осіб
- Кінтанілья-Сотоскуева: 34 особи
- Кінтанілья-Вальдебодрес: 16 осіб
- Кісіседо: 55 осіб
- Ель-Ребольяр: 0 осіб
- Редондо: 10 осіб
- Собрепенья: 6 осіб
- Вальєхо: 20 осіб
- Вільябасконес: 18 осіб
- Вільямартін-де-Сотоскуева: 19 осіб

## Демографія
Динаміка населення (INE ):